# S/2013 (2013 RJ124) 1
S/2013 (2013 RJ124) 1, também escrito como S/2013 (2013 RJ124) 1, é o objeto secundário do corpo celeste denominado de 2013 RJ124. Ele é um objeto transnetuniano que tem cerca de 111 km de diâmetro.